# Matěj Hájek

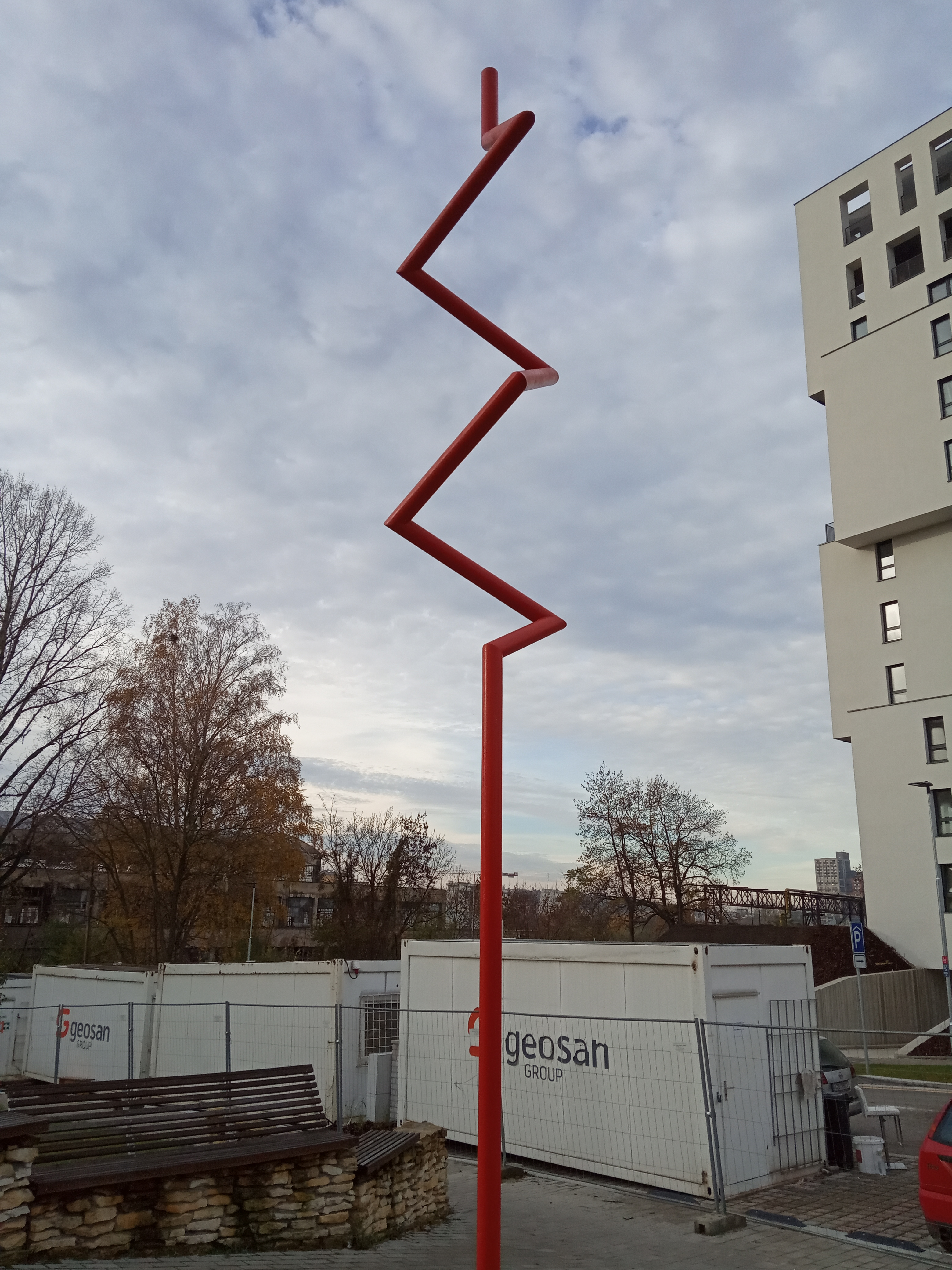
Sloup Emila Kolbena - Rezistor, Praha-Vysočany

Matěj Hájek (* 28. září 1982 Praha) je český umělec, zakládající člen skupiny Ztohoven. Užívá také pseudonym Otto Horší.

## Život
Narodil se v roce 1982 v Praze. V roce 2003 zahájil studium na Akademii výtvarných umění v Praze v ateliéru nových médií Veroniky Bromové, po roční přestávce (2006–2007) začal studovat sochařství v ateliéru Jaroslava Róny, u nějž v roce 2010 absolvoval.
Již na počátku studia v roce 2003 spoluzaložil uměleckou skupinu Ztohoven. V roce 2011 se také stal uměleckým redaktorem nově vzniklého kulturního portálu Proti šedi.